# Liste der State-, U.S.- und Interstate-Highways in Missouri
Dies ist eine Aufstellung von State Routes, U.S. Highways und Interstates im US-Bundesstaat Missouri, nach Nummern.

## State Routes
| - Missouri State Route 1 - Missouri State Route 2 - Missouri State Route 3 - Missouri State Route 5 - Missouri State Route 6 - Missouri State Route 7 - Missouri State Route 8 - Missouri State Route 9 - Missouri State Route 10 - Missouri State Route 11 - Missouri State Route 12 - Missouri State Route 13 - Missouri State Route 14 - Missouri State Route 15 - Missouri State Route 16 - Missouri State Route 17 - Missouri State Route 18 - Missouri State Route 19 - Missouri State Route 20 - Missouri State Route 21 - Missouri State Route 22 - Missouri State Route 23 - Missouri State Route 25 - Missouri State Route 26 - Missouri State Route 27 - Missouri State Route 28 - Missouri State Route 30 - Missouri State Route 31 - Missouri State Route 32 - Missouri State Route 33 - Missouri State Route 34 - Missouri State Route 37 - Missouri State Route 38 - Missouri State Route 39 - Missouri State Route 41 - Missouri State Route 42 - Missouri State Route 43 - Missouri State Route 45 - Missouri State Route 46 - Missouri State Route 47 - Missouri State Route 48 - Missouri State Route 49 - Missouri State Route 51 - Missouri State Route 52 - Missouri State Route 53 - Missouri State Route 58 - Missouri State Route 59 - Missouri State Route 64 - Missouri State Route 66 - Missouri State Route 68 - Missouri State Route 72 - Missouri State Route 73 - Missouri State Route 74 - Missouri State Route 75 - Missouri State Route 76 - Missouri State Route 77 - Missouri State Route 78 - Missouri State Route 79 - Missouri State Route 80 - Missouri State Route 81 - Missouri State Route 82 - Missouri State Route 83 - Missouri State Route 84 | - Missouri State Route 85 - Missouri State Route 86 - Missouri State Route 87 - Missouri State Route 89 - Missouri State Route 90 - Missouri State Route 91 - Missouri State Route 92 - Missouri State Route 94 - Missouri State Route 95 - Missouri State Route 96 - Missouri State Route 97 - Missouri State Route 98 - Missouri State Route 99 - Missouri State Route 100 - Missouri State Route 101 - Missouri State Route 102 - Missouri State Route 103 - Missouri State Route 104 - Missouri State Route 105 - Missouri State Route 106 - Missouri State Route 107 - Missouri State Route 108 - Missouri State Route 109 - Missouri State Route 110 - Missouri State Route 111 - Missouri State Route 112 - Missouri State Route 113 - Missouri State Route 114 - Missouri State Route 115 - Missouri State Route 116 - Missouri State Route 117 - Missouri State Route 118 - Missouri State Route 119 - Missouri State Route 120 - Missouri State Route 121 - Missouri State Route 122 - Missouri State Route 123 - Missouri State Route 124 - Missouri State Route 125 - Missouri State Route 126 - Missouri State Route 127 - Missouri State Route 128 - Missouri State Route 129 - Missouri State Route 131 - Missouri State Route 131 - Missouri State Route 133 - Missouri State Route 134 - Missouri State Route 135 - Missouri State Route 137 - Missouri State Route 138 - Missouri State Route 139 - Missouri State Route 141 - Missouri State Route 142 - Missouri State Route 143 - Missouri State Route 144 - Missouri State Route 145 - Missouri State Route 146 - Missouri State Route 147 - Missouri State Route 148 - Missouri State Route 149 - Missouri State Route 150 - Missouri State Route 151 - Missouri State Route 152 | - Missouri State Route 153 - Missouri State Route 154 - Missouri State Route 156 - Missouri State Route 157 - Missouri State Route 158 - Missouri State Route 161 - Missouri State Route 162 - Missouri State Route 163 - Missouri State Route 164 - Missouri State Route 165 - Missouri State Route 168 - Missouri State Route 171 - Missouri State Route 172 - Missouri State Route 173 - Missouri State Route 174 - Missouri State Route 175 - Missouri State Route 176 - Missouri State Route 177 - Missouri State Route 179 - Missouri State Route 180 - Missouri State Route 181 - Missouri State Route 185 - Missouri State Route 187 - Missouri State Route 190 - Missouri State Route 202 - Missouri State Route 210 - Missouri State Route 213 - Missouri State Route 215 - Missouri State Route 224 - Missouri State Route 231 - Missouri State Route 240 - Missouri State Route 245 - Missouri State Route 246 - Missouri State Route 248 - Missouri State Route 249 - Missouri State Route 254 - Missouri State Route 265 - Missouri State Route 266 - Missouri State Route 267 - Missouri State Route 269 - Missouri State Route 273 - Missouri State Route 283 - Missouri State Route 291 - Missouri State Route 340 - Missouri State Route 350 - Missouri State Route 360 - Missouri State Route 364 - Missouri State Route 366 - Missouri State Route 367 - Missouri State Route 370 - Missouri State Route 371 - Missouri State Route 376 - Missouri State Route 413 - Missouri State Route 465 - Missouri State Route 571 - Missouri State Route 740 - Missouri State Route 744 - Missouri State Route 752 - Missouri State Route 759 - Missouri State Route 763 - Missouri State Route 765 - Missouri State Route 799 |

## U.S. Highways in Missouri

### Ost-West-Verbindungen
| - U.S. Highway 24 - U.S. Highway 36 - U.S. Highway 40 - U.S. Highway 50 - U.S. Highway 54 - U.S. Highway 56 - U.S. Highway 60 - U.S. Highway 62 | - Route 66 - U.S. Highway 136 - U.S. Highway 160 - U.S. Highway 166 - U.S. Highway 400 - U.S. Highway 412 - U.S. Highway 460 |

### Nord-Süd-Verbindungen
| - U.S. Highway 59 - U.S. Highway 61 - U.S. Highway 63 - U.S. Highway 65 - U.S. Highway 67 - U.S. Highway 69 - U.S. Highway 71 | - U.S. Highway 159 - U.S. Highway 169 - U.S. Highway 275 |

## Interstate Highways
| - Interstate 29 - Interstate 35 - Interstate 44 - Interstate 55 - Interstate 57 - Interstate 64 - Interstate 70 - Interstate 72 | - Interstate 155 - Interstate 170 - Interstate 229 - Interstate 255 - Interstate 270 - Interstate 435 - Interstate 470 - Interstate 635 - Interstate 670 |